# The Border Legion (film, 1940)
Pour les articles homonymes, voir The Border Legion.
Pour plus de détails, voir Fiche technique et Distribution.
The Border Legion (titre TV: West of the Badlands) est un western américain réalisé par Joseph Kane et sorti en 1940.
C'est un remake du film portant le même titre d'Otto Brower et Edwin H. Knopf (avec Jack Holt et Fay Wray), sorti en 1930. Il s'agit d'une nouvelle adaptation du roman de Zane Grey publié en 1916.

## Fiche technique
- Titre original : The Border Legion
- Titre TV : West of the Badlands
- Réalisation : Joseph Kane
- Scénario : Olive Cooper, George Carleton Brown, Louis Stevens d'après le roman de Zane Grey
- Photographie : Jack A. Marta
- Montage : Edward Mann
- Musique : Milton Rosen
- Lieu de tournage : Iverson Ranch, Los Angeles, Californie
- Durée : 58 minutes
- Date de sortie :
  - États-Unis : 5 décembre 1940

## Distribution
- Roy Rogers : Dr. Stephen Kellogg, Steve Kells
- George 'Gabby' Hayes : Honest John Whittaker
- Carol Hughes : Alice Randall
- Joe Sawyer : Jim Gulden
- Maude Eburne : Hurricane Hattie McGuire
- Jay Novello : Henchman Santos
- Hal Taliaferro : Sheriff Amos Link
- Dick Wessel : Henchman Oscar Red McGooney
- Paul Porcasi : Tony
- Robert Emmett Keane : officier Willets